# Vịt mỏ thìa Úc
Vịt mỏ thìa Úc, tên khoa học Anas rhynchotis, là một loài chim trong họ Vịt.

## Phân loài
- A. r. rhynchotis (Latham, 1802): Vịt mỏ thìa Úc
- A. r. variegata (Gould, 1856): Vịt mỏi thìa New Zealand

## Hình ảnh

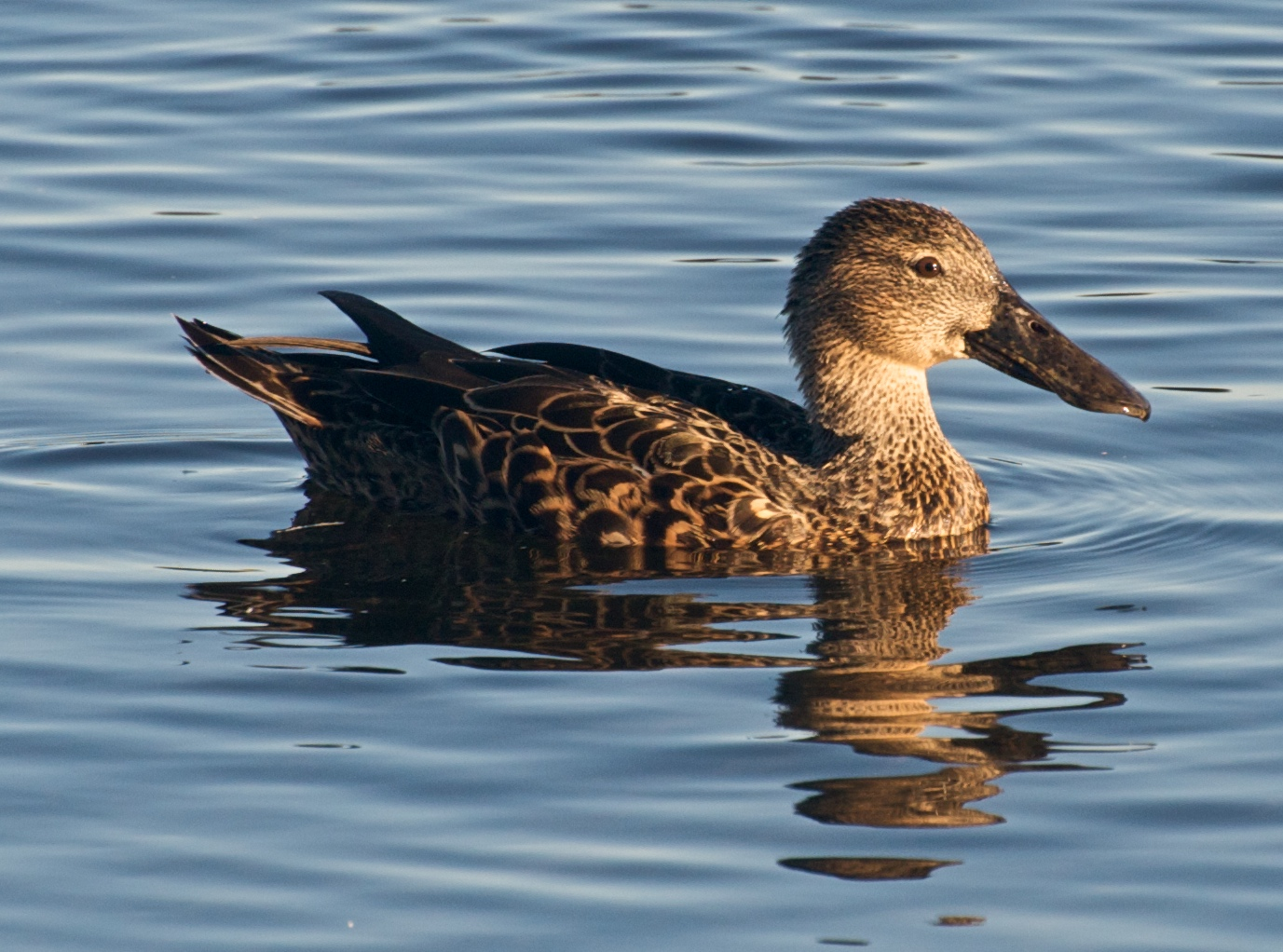
Con mái (Hồ Monger)
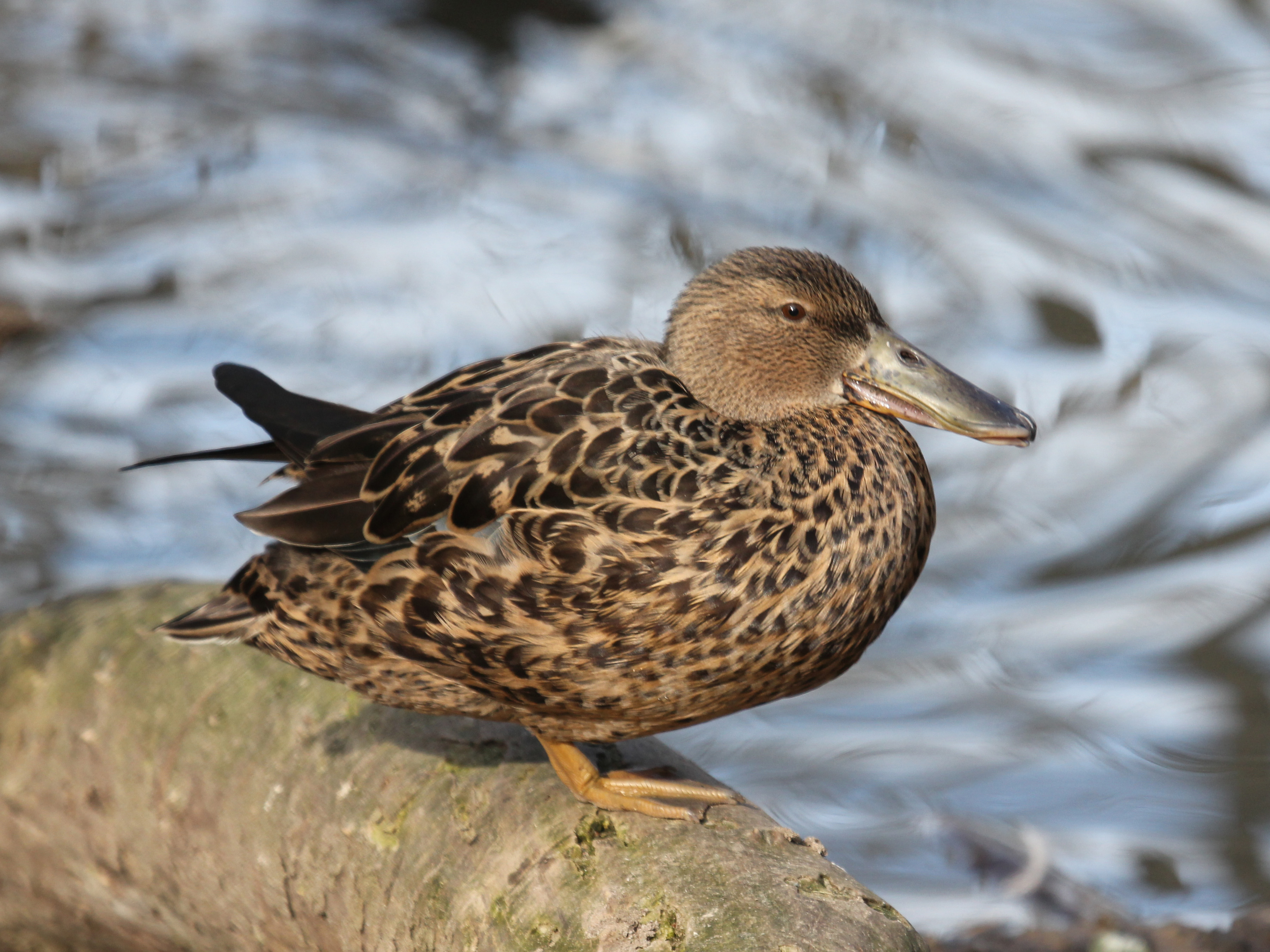
Con mái (Công viên Heights Waterfowl Scotland)
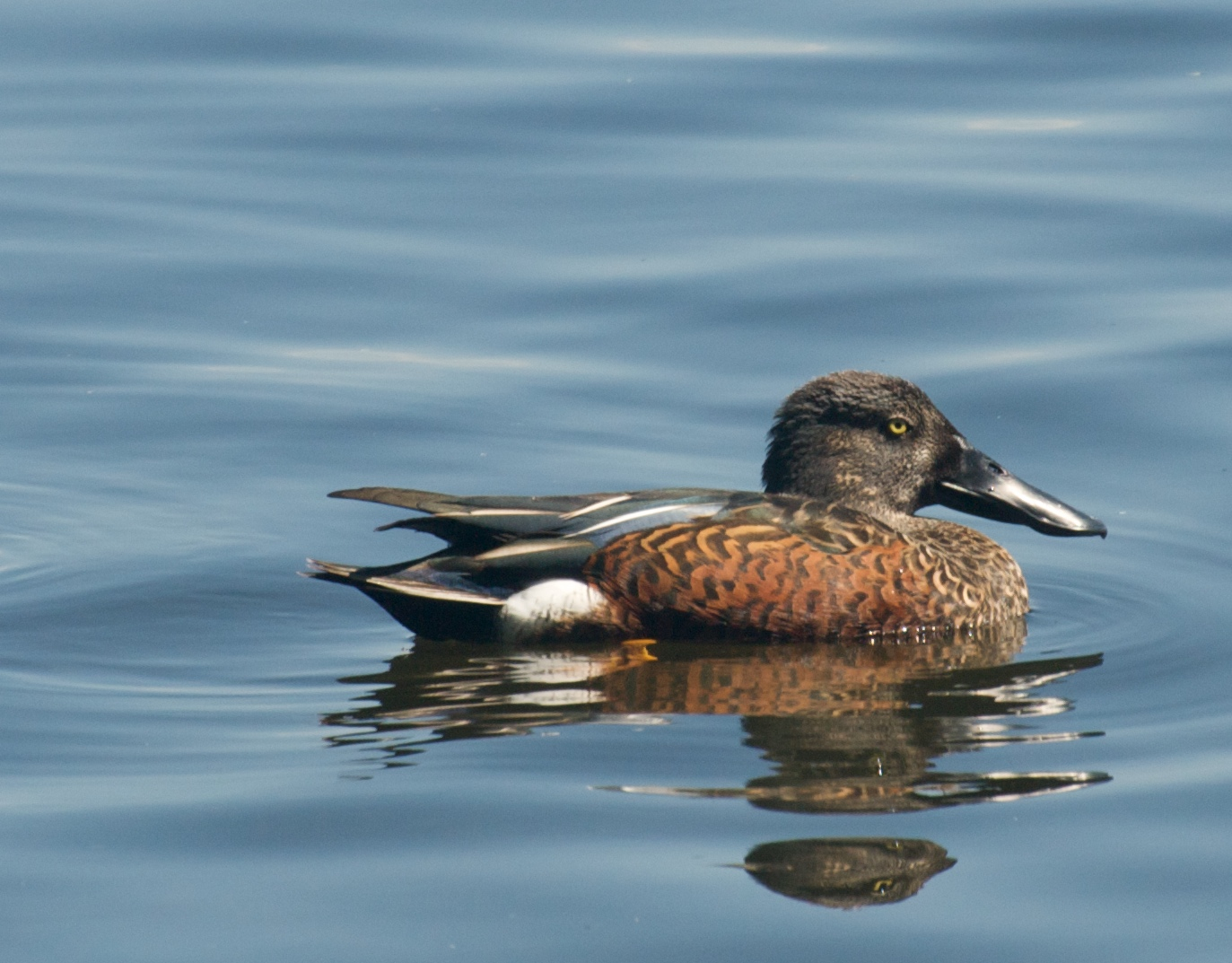
Con trống (Hồ Monger)
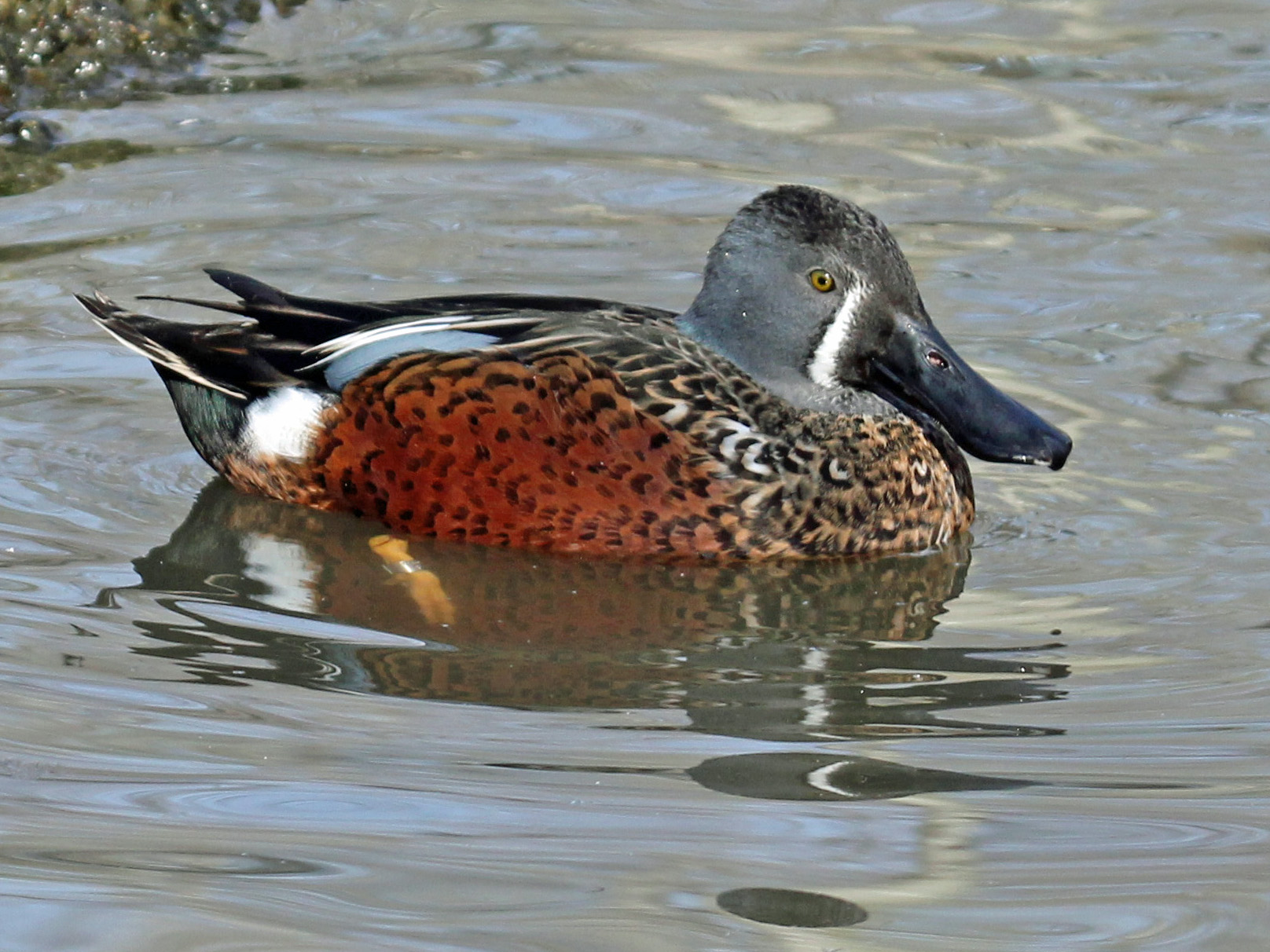
Con trống (Công viên Heights Waterfowl Scotland)